# 短蒟
短蒟（学名：Piper mullesua）是胡椒科胡椒属的植物。分布于印度、尼泊尔、不丹以及中国大陆的云南、四川、西藏、广东等地，生长于海拔800米至2,100米的地区，一般生长在溪涧边、山地、山谷林中及树上，目前尚未由人工引种栽培。

## 别名
钮子跌打、细芦子藤（云南思茅）